# پلانسرین
پلانسرین(به انگلیسی: Pelanserin) یک ماده شیمیایی و آنتاگونیست گیرنده ۲ سروتونین و Alpha-1 adrenergic receptor است.